# Điền Hòa
Điền Hòa là một xã ven biển và đầm phá thuộc huyện Phong Điền, tỉnh Thừa Thiên Huế, Việt Nam.

## Địa lý
Xã Điền Hòa có diện tích 13,55 km², dân số năm 2022 là 5.304 người, mật độ dân số đạt 391 người/km².

## Hành chính
Xã Điền Hòa được chia thành 11 thôn: 1, 2, 3, 4, 5, 6, 7, 8, 9, 10, 11.

## Lịch sử
Ngày 12 tháng 1 năm 1984, Hội đồng Bộ trưởng ban hành Quyết định số 7-HĐBT về việc sáp nhập thôn Thế Mỹ A và thôn Thế Mỹ B của xã Phong Hải vào xã Điền Hòa.